# Šoni
Šoni (/ˈʃoʊnə/), prej znani tudi kot Karanga, so bantujska etnična skupina, ki izvira iz južne Afrike in živi predvsem v Zimbabveju, kjer predstavljajo večino prebivalstva, pa tudi v Mozambiku, Južni Afriki in po vsem svetu. Obstaja pet glavnih šonskih jezikovnih/narečnih skupin: manyika, karanga, zezuru, korekore, kalanga in ndau.

## Razvrstitev
Ljudje Šoni so razvrščeni glede na narečje jezika, ki ga govorijo. Njihova ocenjena populacija je 22,6 milijona:
- Korekore (severna regija Zimbabveja)
- Zezuru (osrednji Zimbabve)
- Manyika (vzhodni Zimbabve okoli Mutare, Buhera, Nyanga in v Mozambiku)
- Ndau (jugovzhodni Zimbabve okoli Mutare, Chimanimani, Chipinge in v Mozambik)
- Karanga (južni osrednji Zimbabve okrog Masvinga)
- Kalanga (jugozahodni Zimbabve, prepleten z Ndebele)

## Zgodovina
V 11. stoletju so Karangi na planoti Zimbabve ustanovili kraljestva. Nato se je začela gradnja Velikega Zimbabveja; glavnega mesta kraljestva Zimbabve. Rodbina Torwa je vladala kraljestvu Butua, kraljestvo Mutapa pa je predhodnik cesarstva Rozvi (ki je trajalo do 19. stoletja).
V dinastijah so bratje nasledili brata, kar je vodilo do državljanskih vojn, ki so jih Portugalci izkoristili v 16. stoletju. Kralji so vladali številnim poglavarjem, podpoglavarjem in glavarjem.
Kraljestva so nadomestile nove skupine, ki so se preselile na planoto. Ndebeli so v 1830-iha uničili oslabljeno cesarstvo Rozvi; Portugalci so postopoma posegli v kraljestvo Mutapa, ki se je raztezalo do obale Mozambika, potem ko je zagotavljalo dragocen izvoz (zlasti zlato) svahilskim, arabskim in vzhodnoazijskim trgovcem. Pionirska kolona Britanske južnoafriške družbe je ustanovila kolonijo Rodezija, kar je sprožilo prvo vojno Matabele, ki je privedla do popolne priključitve Mashonalanda; Portugalska kolonialna vlada v Mozambiku se je do leta 1911 borila proti ostankom kraljestva Mutapa. Tudi ljudstvo Šoni je bilo del migracije Bantujcev, kjer so ena največjih etničnih skupin Bantu v podsaharski Afriki.

## Jezik
Narečne skupine jezika Šonov so se med razpršenimi plemeni razvijale dolgo časa, k tej raznolikosti pa so prispevale tudi nadaljnje skupine priseljencev. Čeprav se 'standardna' šonščina govori po vsem Zimbabveju, narečja pomagajo prepoznati mesto ali vas govorca. Vsako narečje jezika Šonov je specifično za določeno podskupino.
Leta 1931 je Clement Doke med svojim poskusom združitve narečij v en sam standardni jezik identificiral pet skupin in podrazdelkov:
- Skupina Manyika, vključno s Hungwejem, Manyiko samimi, Teυe, Unyama, Karombe, Nyamuka, Bunji, Domba, Nyatwe, Guta, Bvumba, Hera, aJindwi in aBocha
- Korekore, vključno s Taυara, Shangwe, Korekore, Goυa, Budya, Korekore iz Urungwe, Korekore iz Sipolilo, Tande, Nyongwe iz "Darwina" in Pfungwe iz Mrewa
- Skupina Zezuru, vključno s Shawasha, Haraυa, drugim Goυa, Nohwe, Njanja, Mbire, Nobvu, Vakwachikwakwa, Vakwazvimba, Tsunga
- Skupina Karanga, vključno z Duma, Jena, Mari, Goυera, Nogoυa in Nyubi
- Skupina Ndau (večinoma v Mozambiku), vključno z Ndau, Garwe, Danda in Shanga

Narečje Ndau, ki je nekoliko medsebojno razumljivo z glavnimi narečji šone, ima zvoke klikanja, ki se ne pojavljajo v standardni šoni. Ndau ima bogato besedo Nguni, ki je posledica zasedbe Gaze Nguni na deželi njihovih prednikov v 19. stoletju.

## Gospodarstvo

### Kmetijstvo
Šoni so tradicionalno izvajali samooskrbno kmetijstvo. Gojili so sirek, fižol, afriške arašide in po kolumbovski menjavi buče. Po uvedbi te kulture je sirek v veliki meri nadomestila koruza. Šoni redijo tudi govedo in koze, saj je živina pomembna rezerva hrane med sušami.

### Rudarstvo
Predkolonialne države Šonov so imele znatne prihodke od izvoza rudarskih proizvodov, zlasti zlata in bakra.

## Kultura

### Oblačila
Tradicionalna oblačila so bila običajno iz živalskih kož, ki so pokrivale sprednji in zadnji del, in so se imenovala mhapa in šašiko. Ta so se kasneje razvila, ko so Šoni začeli trgovati s tkaninami z drugimi skupinami, kot so Tsonga in so začeli izdelovati domače tkanine.

### Glasba
Najpomembnejša glasbila tradicionalne glasbe Šonov so bobni ngoma in mbira. Bobni se razlikujejo po velikosti in obliki, odvisno od vrste glasbe, ki jo spremljajo. Način igranja je odvisen tudi od velikosti bobna in vrste glasbe. Na velike bobne se običajno igra s palicami, na manjše pa z odprto dlanjo; na majhen boben, ki se uporablja za ples amabhiza, se igra z roko in palico. Palica drgne ali praska boben, da ustvari cviljenje.
Mbira je v Zimbabveju postala nekakšen nacionalni instrument. Ima številne različice, vključno z nhare, mbira dzavadzimu, Mbira Nyunga Nyunga, njari mbira in matepe. Mbira se igra na verskih in posvetnih srečanjih, različne mbire pa imajo različne namene. Mbira dzavadzimu z 22–24 tipkami se uporablja za priklic duhov, 15-tipkasta Mbira Nyunga Nyunga pa se poučuje od osnovne šole do univerze. Glasba Šonov uporablja tudi tolkala, kot so marimba (podobna ksilofonu), stresala (hošo), ropotuljice, lesena kladiva (makva) in chikorodzi, zarezana palica, ki se igra z drugo palico.

### Umetnost
Tako zgodovinsko kot v sodobni umetnosti so Šoni znani po svojem delu v kamnitem kiparstvu, ki se je ponovno pojavilo v 1940-ih. Kiparstvo se je razvilo v 11. stoletju in doseglo vrhunec v 13. in 14. stoletju, preden je začelo počasi upadati vse do ponovnega odkritja sredi 20. stoletja. Večina skulptur je izdelanih iz sedimentnega kamna (kot je milni kamen) in prikazuje ptice ali ljudi; čeprav so nekatere izdelane iz tršega kamna, kot je serpentinit. V 1950-ih so zimbabvejski umetniki začeli rezbariti kamnite skulpture za prodajo evropskim zbirateljem umetnin; te skulpture so hitro postale priljubljene in so jih kupovali in razstavljali v umetnostnih muzejih po vsem svetu. Številne skulpture prikazujejo preobrazbo duhov v živali ali obratno, nekatere pa so bolj abstraktne. Mnogi zimbabvejski umetniki rezbarijo les in kamen, da bi jih prodajali turistom.
Lončarstvo je tudi tradicionalno prakticirana obrt, pri čemer so lonci za shranjevanje in serviranje najbolj dekorativni, v nasprotju s tistimi, ki se uporabljajo za kuhanje. V šonščini so glineni lonci znani kot hari.

### Arhitektura
Tradicionalna šonska stanovanja (musha) so okrogle koče, razporejene okoli očiščenega dvorišča (ruvanze). Vsaka koča ima specifično funkcijo, na primer služi kot kuhinja ali dnevna soba. Tudi arhitektura Šonov je sestavljena iz suhozidov, ki sega nazaj do prednikov sodobnih ljudstev Šonov ter ljudstev Kalanga in Venda. Ti suhozidi so sestavljeni iz suhozidov, suhozidov s stopnicami na vrhovih hribov in prostostoječih suhozidov, znanih kot suhozidi tipa Veliki Zimbabve (primeri: Veliki Zimbabve, Chisvingo). Obstajajo tudi dodatne vrste suhozidov, ki so jih ljudstvo Šona uporabljalo v zvezni državi Rozvi, in sicer suhozidi s terasastimi ploščadmi. V vzhodni provinci Zimbabve so suhozidi tipa ziva z govedorejskimi prehodi za avtohtono afriško vrsto goveda, ki še danes obstaja, in podzemni domovi s suhozidnimi verandami.

### Kuhinja
Sirek in koruza se uporabljata za pripravo glavne jedi, zgoščene kaše (sadza) in tradicionalnega piva, znanega kot hwahwa.ref>Correct spelling according to D. Dale, A basic English Shona Dictionary, mambo Press, Gwelo (Gweru) 1981; some sources write "whawha", misled by conventions of English words like "what".</ref> Govedina je osnovna sestavina prehrane Šonov, saj je govedoreja v Zimbabveju zelo razširjena. Zgodovinsko gledano so bogati člani kraljeve družine lahko redno jedli govedino (več kot trikrat na teden), običajno sušeno; medtem ko so navadni ljudje jedli govedino vsaj enkrat na teden, prav tako sušeno. Govedo je bilo cenjen vir, običajno rezerviran za druge izdelke, kot je mleko. Konzervirano mleko so uživali s sadzo, ki so jo takrat izdelovali iz sirka. Danes se govedina običajno uživa pomešana z zelenjavo, najpogosteje se uporablja ohrovt.

## Religija
Tradicionalna religija Šonov je osredotočena na Mvarija (Boga), znanega tudi kot Musikavanhu (Stvarnik človeka/ljudi) ali Nyadenga (tisti, ki živi visoko). Bog komunicira s svojim ljudstvom na zemlji neposredno ali prek izbranih družinskih članov v vsaki družini, za katere velja, da so sveti ljudje. Včasih Bog uporablja naravne pojave in okolje za komunikacijo s svojim ljudstvom. Nekateri izbranci imajo moč prerokovanja, zdravljenja in blagoslavljanja. Ljudje lahko z Bogom komunicirajo tudi neposredno z molitvijo. Smrt ni izguba, temveč napredovanje v stopnjo, kjer lahko predstavljajo žive prek duhov klana. Ko nekdo umre, se po religiji Šon pridruži duhovnemu svetu. V duhovnem svetu lahko uživa v posmrtnem življenju ali pa postane zli duh. Nihče noče biti zli duh, zato ljudi med življenjem vodi kultura unhu, da po smrti uživajo v posmrtnem življenju. Obred Bira, ki pogosto traja vso noč, prikliče duhove za vodstvo in posredovanje. Religija Šone uči, da so edini, ki lahko komunicirajo tako z živimi kot z Bogom, duhovi prednikov ali dzavadzimu.
Zgodovinsko gledano so kolonialisti in antropologi želeli spodkopati religijo Šonov v korist krščanstva. Sprva so trdili, da Šoni nimajo Boga. Omalovaževali so način, kako so Šoni komunicirali s svojim bogom Mwarijem, način čaščenja Šoncev in izbrano ljudstvo med Šoni. Izbrano ljudstvo so obravnavali kot nesveto, molitev Šoncev pa je bila označena za pogansko. V primerjavi s krščanstvom je verska perspektiva Šonov o posmrtnem življenju, svetosti, čaščenju in življenjskih pravilih (unhu) podobna.
Verska pripadnost ljudstev Šoncev
Čeprav 60 % do 80 % Šonov sledi krščanstvu, so tradicionalna verska prepričanja še vedno prisotna po vsej državi. Majhno število prebivalstva izpoveduje muslimansko vero, ki jo pogosto prinašajo priseljenci iz pretežno Malavija, ki izpovedujejo islam. Obstaja tudi majhna populacija Judov.

## Identitetni emblemi Mitupo
V Zimbabveju so mitupo (kolonialni misijonarji in antropologi prevajali kot totemi, izraz, ki zanemarja organizacijski sistem) sistem identifikacije klanov in podklanov, ki so poimenovani po emblemih in so označeni z njimi, običajno avtohtonimi živalmi ali deli živalskih teles. Mitupo so uporabljali Šoni že od razvoja kulture Šona. Imeli so funkcijo preprečevanja incesta ter gradili solidarnost in identiteto. V evropski kulturi bi jih lahko primerjali s heraldiko. V Zimbabveju je več kot 25 mitupov. V zakonu mitupo pomaga ustvariti močno identiteto za otroke, vendar ima še eno funkcijo, da zagotovi, da se ljudje poročijo z nekom, ki ga poznajo. V šonščini to pojasnjuje pregovor rooranai vematongo, ki pomeni »poročiti se ali imeti razmerje z nekom, ki ga poznaš«. Vendar pa so zaradi kolonizacije urbana območja in migracij ljudje začeli mešati, drugi pa so imeli razmerja iz koristoljubja z ljudmi, ki jih ne poznajo. To povzroča neželene nosečnosti in tudi neželene dojenčke, od katerih nekatere zavržejo ali zapustijo. Na koncu se lahko rodijo otroci brez mutupoja. Ta pojav je povzročil številne izzive za skupnosti, pa tudi za otroke, ki jim manjka del njihove identitete. Vendar pa je možno, da je otrok posvojen in prejme mutupo.

## Genetika in haploskupina
Ljudstvo Šoni, tako kot mnoge druge bantujsko govoreče skupine v južni in osrednji Afriki, ne kaže dokazov o evrazijski DNK. Genetske analize starodavnih ostankov iz regij, kot je Zimbabve, niso odkrile arhaičnih evrazijskih markerjev DNK. Te ugotovitve izpodbijajo prejšnje teorije, ki so podcenjevale zmogljivosti afriških skupnosti.
Na primer, študija, ki je analizirala variabilnost mitohondrijske DNK (mtDNK) v bantujsko govorečih populacijah, vključno s Šoni iz Zimbabveja, ni odkrila pomembnega evrazijskega genetskega vpliva. Ta raziskava podpira razumevanje, da je genetska dediščina Šonov predvsem podsaharsko afriškega izvora.
Poleg tega so raziskave genetske raznolikosti med afriškimi populacijami razkrile večje genetske razlike znotraj afriških skupin kot med Afričani in Evrazijci, kar še dodatno poudarja globoko in raznoliko genetsko zgodovino afriških populacij.